# Stuart Rosenberg
Stuart Rosenberg (Brooklyn, 11 agosto 1927 – Beverly Hills, 15 marzo 2007) è stato un regista statunitense.

## Filmografia

### Cinema
- Sindacato assassini (Murder, Inc.) (1960)
- Question 7 (1961)
- Nick mano fredda (Cool Hand Luke) (1967)
- Sento che mi sta succedendo qualcosa (The April Fools) (1969)
- Dai... muoviti (Move) (1970)
- Un uomo oggi (WUSA) (1970)
- Per una manciata di soldi (Pocket Money) (1972)
- L'ispettore Martin ha teso la trappola (The Laughing Policeman) (1973)
- Detective Harper: acqua alla gola (The Drowning Pool) (1975)
- La nave dei dannati (Voyage of the Damned) (1976)
- Amityville Horror (The Amityville Horror) (1979)
- Tiro incrociato (Love and Bullets) (1979)
- Brubaker (1980)
- Il Papa del Greenwich Village (The Pope of Greenwich Village) (1984)
- Eroi per un amico (Let's Get Harry) (1986)

### Televisione
- Alfred Hitchcock presenta (Alfred Hitchcock Presents) - serie TV, 5 episodi (1959-1960)
- Ai confini della realtà (The Twilight Zone) - serie TV (1960-1963)
- Gli uomini della prateria (Rawhide) - serie TV (1965)
- Conoscete Ellen Bowen? (Fame Is the Name of the Game) - film TV (1966)

## Premi e riconoscimenti
- Primetime Emmy Awards
  - 1963 - Migliore regia di una serie drammatica - La parola alla difesa (The Defenders), episodio The Madman